# 전북중학교
전북중학교(全北中學校)는 대한민국 전북특별자치도 전주시 덕진구 여의동2가에 있는 사립 중학교이다.

## 학교 연혁
- 1964년 2월 25일 : 학교법인 동산학원 인가, 동산중학교 설립인가 6학급
- 1964년 2월 25일 : 초대 이사장 이용현 취임
- 1964년 2월 25일 : 초대 교장 최수경 취임
- 1966년 12월 26일 : 학교법인 한진학원 명칭 변경 인가
- 1967년 1월 23일 : 제1회 졸업식
- 1974년 6월 1일 : 학교법인 우석학원 명칭 변경 인가
- 1984년 3월 1일 : 우석중학교 교명 변경 인가
- 2003년 3월 1일 : 학급 증설 인가(33학급)
- 2004년 3월 25일 : 학교법인 훈산학원 설립 인가, 이사장 윤여웅 박사
- 2006년 3월 1일 : 전북중학교 교명 변경
- 2021년 8월 20일 : 다목적 체육관(훈산관) 완공
- 2024년 1월 26일 : 제58회 졸업식(총 졸업생 21,573명)
- 2024년 3월 4일 : 제16대 정길영 교장 취임
- 2025년 4월 24일 : 학교법인 전북학원 설립인가
- 2025년 4월 26일 : 학교법인 전북학원 김수엽 이사장 취임

## 참고 자료
- 전북중학교 - 한국교육학술정보원 학교알리미